# تشوه (طب)

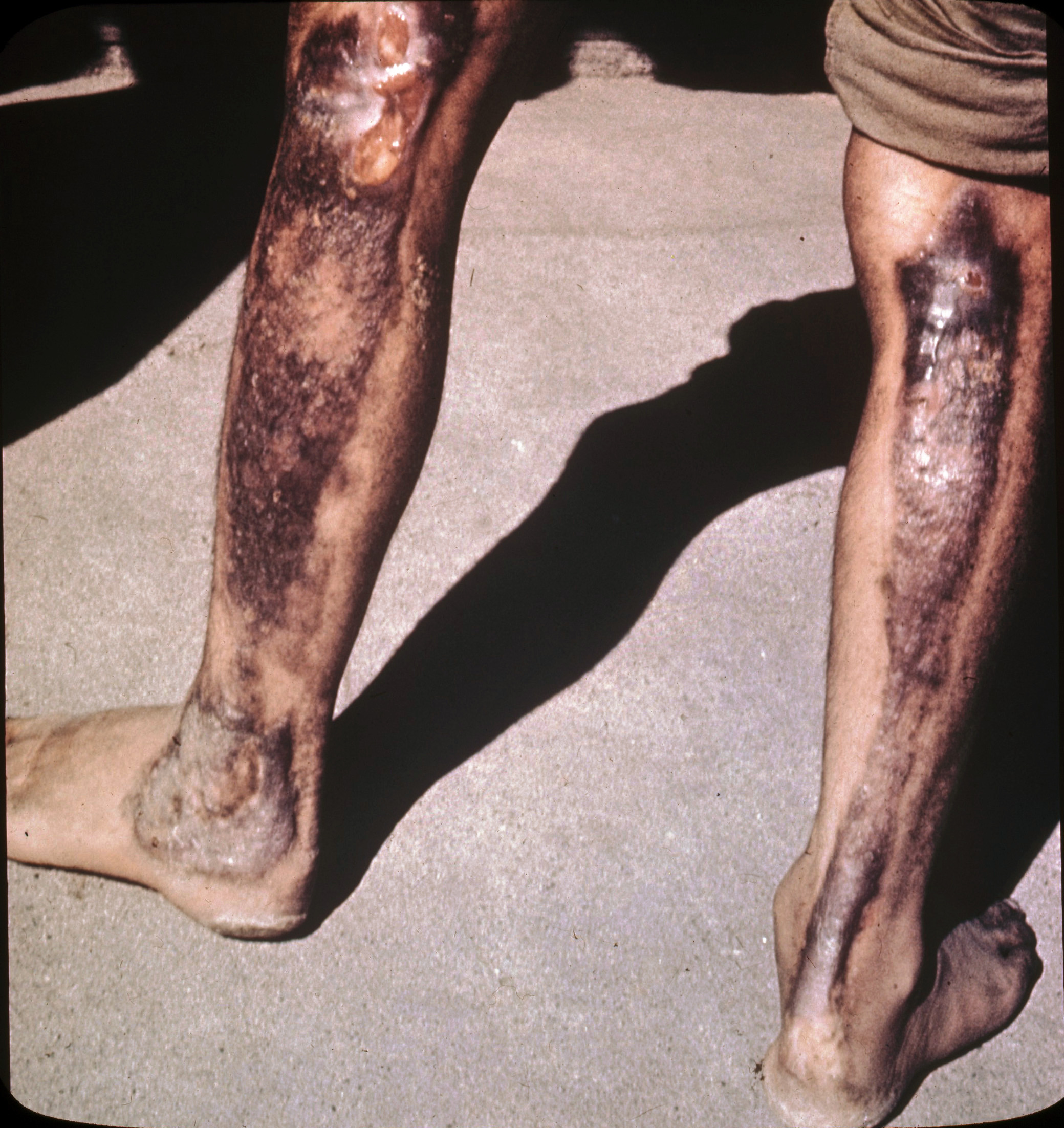

التشوه هو حالة يكون مظهر المصاب فيها متضرراً طبياً بشكل دائمٍ وعميق، كالتشوهات الناتجة عن الإصابة بأمراض أو العيوب الخلقية أو الجروح. تتنوع المواقف الاجتماعية تجاه التشوهات، وتختلف من ثقافة إلى أخرى عبر الزمن، فبعض الثقافات تصم التشوهات بوصمة اجتماعية، مما يسبب أذى نفسي للفرد المصاب بتلك التشوهات. في المقابل، تنظر مجتمعات عديدةٌ إلى التشوهات ضمن السياق الطبي أو العلمي، فكل من ينظر إلى المشوهين بطريقة سلبية هو شخصٌ بغيض بنظر تلك المجتمعات. وفي السياقات الدينية والروحية المختلفة، توصف التشوهات بأنها عقابٌ رباني نتيجة ارتكاب الخطيئة (كلعنة الرب التي حلّت بقابيل بعد قتل أخيه هابيل في الديانة اليهودية)، أو أن التشوهات ناتجة عن قوى خارقة من الشر في الحرب على الخير (كما حدث مع بولس الرسول في حديثه عن معاناة المسيح). أو ربما كانت التشوهات بدون سبب من الأساس، وإنما على المرء التعايش معها وتحملها.

## نظرة عامة
تقود التشوهات –سواء كان مصدرها حالة صحية خبيثة أو حميدة– إلى كثيرٍ من المشاكل النفسية، كصورة الجسد السلبية والاكتئاب وصعوبة الانخراط في الحياة الاجتماعية الوجنسية والمهنية، كالتحامل والتعصب. يعود السبب جزئياً إلى كيفية تعامل الأفراد مع مظهرهم المختلف، لكن نادراً ما ترتبط درجة التشوه بدرجة الإحباط والقلق الذين يصيبان المريض. وهناك عاملٌ إضافي يؤثر على المرضى، وهو رد الفعل الذي يلقونه من الأشخاص الآخرين. حيث أظهرت الدراسات أن عامة الشعب يبدون مستوى أقل من الثقة عندما يتعاملون مع المصابين بالتشوهات، كما يقل مستوى الاحترام أيضاً، وغالباً ما يتجنبون الاتصال بهم جسدياً أو النظر إلى التشوه. تؤدي التشوهات الواضحة، كالتشوهات في الوجه والذراعين واليدين، إلى مصاعب أكبر لدى المصابين الذي يضطرون للتعامل معها، هذه المصاعب أشد بكثير من المصاعب التي يواجهها الأفراد المصابون بتشوهات في مناطق أخرى.
تمارس بعض الثقافات الأخرى التشويه المتعمد، والذي يؤدي إلى تشوهٍ جسدي. تمتد هذه الممارسات منذ قدم التاريخ لأسباب دينية أو قضائية. خلال عهد الامبراطورية البيزنطية مثلاً، كان الشعب ينظر إلى الإمبراطور على أنه خليفة الله في الأرض، لذا كان من الضروري أن يملك الإمبراطور بنية جسدية مثالية مُكمّلة لمثالية منصبه السماوي. ولهذا السبب، تعرّض الأباطرة المخلوعون عن العرش إلى إزالة العينين وقطع الأنف أو اللسان على يد خلفائهم من الأباطرة، حيث تجعلهم هذه التشوهات غير مؤهلين لاعتلاء العرش مجدداً.
هناك حالة من التشوه الطوعي قامت بها القديسة آيبي الصغرى وراهبات دير كولدنغهام في اسكتلندا. خشيت الراهبات والقديسة التعرض إلى الاغتصاب عندما هاجمهنّ رجال الفايكنج، لذا قطعن أنوفهن وشفاههن العليا. أراد الفايكنج الانتقام، فأحرقوا الدير والراهبات بداخله.

## الأسباب
بعض الحالات التي تسبب تشوهات هي:
- حب الشباب الشديد
- ضخامة الأطراف
- متلازمة الشريط السلوي
- البتر
- التفضض
- الوحمة
- الحروق
- الساد
- الختان
- فلح الشفة والحنك
- التهاب الجلد (الأكزيما)
- الفيال (داء الفيل)
- الحمرة
- قضمة الصقيع
- غنغرينا
- تضخم الثدي
- تثدي الرجل
- الجُدرة
- الجذام
- النخر
- متلازمة ماكيون أولبرايت
- ورام ليفي عصبي
- مرض نوما
- الشلل
- متلازمة بروتيوس
- متلازمة الإشعاع الحادة
- سلخ فروة الرأس
- الندبة
- الجدري
- الحوَل
- الحركة التصاحبية
- الزهري
- البهاق
- الثؤلول

في الكثير من الحالات، تعتبر الجراحات التجميلية والترميمية أفضل الحلول للمصابين بالتشوهات. تدفع بعض شركات الضمان الاجتماعي وأنظمة الرعاية الصحية تكاليف الجراحات التجميلية لإصلاح تلك التشوهات، لكنها لا تدفع عادة تكاليف الجراحات لأغراض تجميلية.
يُستخدم مصطلح “تشوه” بازدراء لوصف ما ينتج عند تغيير تشريح أو مظهر الجسم البشري بشكل متعمد. أما التخديش والأشكال الأخرى لتغيير مظهر الجسم فيُشار إليها بمصطلح “تشوه” من قِبل الأطراف المحايدة أو مناصري هذه العمليات. تخضع الكثير من أشكال تغيير مظهر الجسم إلى جدلٍ اجتماعي حاد.

## المجتمع والثقافة
يُعامل الأشخاص المشوهون عادة بطريقة سيئة.

### في الأعمال الخيالية
في معظم اقتباسات رواية “شبح الأوبرا” –سواء كان العمل المقتبس أدبي أو مسرحي أو سينمائي –ترتدي الشخصية الرئيسية (المعروفة باسم إريك، أو الشبح) قناعاً يغطي كامل الوجه أو نصفه لإخفاء التشوه. بعض الأعمال المقتبسة تتدعي أن التشوه موجودٌ منذ الولادة، كما في الفيلم الموسيقي الذي يحمل نفس العنوان لأندرو لويد ويبر. بينما توضح أعمال أخرى مقتبسة أن التشوه ناتجٌ عن حادثٍ مروّعٍ كالاحتراق بواسطة النار أو المواد الكيميائية. يُوصف وجه الشبح المشوه عادة بأنه سبب عذاب وأسى الشخصية، وهو ما دفع به إلى تبني شخصية الشبح الغامضة.
شخصية أخرى من عالم القصص المصورة الخاص بشركة دي سي كوميكس، وهي شخصية الـجوكر، عدو البطل الخارق باتمان، حيث يتسم الجوكر بابتسامة مُكشرة شبيهة بابتسامة المهرج، ومزيجٍ مرعب من الجلد الشاحب والشفتين الحمراوتين والشعر المتأثر بحروق كيميائية نتيجة سقوط الجوكر في حوضٍ مليء بالكيماويات السامة. في اقتباس فيلم باتمان عام 1989 لتيم بورتون، شخصية الجوكر هي مجرمٌ لقبه (جاك نابير)، أما ابتسامته فهي ناتجة عن عملية جراحة تجميلية سيئة أجراها عقب إصابته بطلق ناري كان من المفترض أن يصيب شخصية باتمان. يُرجِع الإعلام جنونَ شخصية الجوكر إلى إصابته بالتشوهات، وفيلم بورتون عام 1989 خير دليل على ذلك.
شخصية أخرى من عالم قصص مارفل المصورة، وهو (ذا بانيشر أو المعاقب). تحارب هذه الشخصية عدداً من الأعداء الذين يتسمون بتشوهات وجهية قاسية. من الأمثلة البارزة عن الربط بين الشخصيات المشوهة والاضطرابات هو شخصية جيكسو، وهو شخصٌ مضطرب عقلياً وسادي ذو قوة تحملٍ مذهلة، لا يملك جيكسو قوة خارقة لكن وجهه مشوه بشدة، أشبه بأحجية الصور المقطوعة. ربما يكون جيكسو أشهر أعداء شخصية (ذا بانيشر)، حيث ظهر في فيلم (المعاقب: منطقة الحرب) عام 2008، ولعب دوره الممثل دومينيك ويست.
يتميّز عددٌ من أعداء الشخصية الشهيرة جيمس بوند، العميل البريطاني السري، بمعالم وجههم الفارقة. هناك مثالٌ على ذلك، وهو المجرم والإرهابي زاو من كوريا الشمالية الذي ظهر في فيلم Die Another Day، والذي لعب دوره ريك يون. كان للمجرم جلدٌ شبه شفاف، كما تظهر العروق الغليظة على وجهه إلى جانب عددٍ من الألماسات المغروسة في جسده.
هناك أغنية من نمط الروك البديل لفرقة Nick Cave and the Bad Seeds تُدعى (اليد اليمنى الحمراء)، أُطلقت الأغنية عام 1994 ضمن ألبوم Let Love In، وهي تصف شخصية مرعبة يدها مشوهة ومخضبة بالدماء (كما يشير عنوان الأغنية).